# David Grace (snooker)
David Grace, angleški igralec snookerja, * 5. maj 1985.
Grace ima za sabo odlično mladinsko (leta 2003 je postal svetovni prvak do 19 let) in amatersko kariero (osvojil je Amatersko prvenstvo Anglije 2005). Profesionalec je postal leta 2008 in v karavani sodeloval v sezoni 2008/09, a je zaradi preskromnih rezultatov (ob koncu sezone je zasedel 93. mesto provizorične jakostne lestvice, v katero se je nato uvrstilo le najboljših 73 igralcev) iz nje izpadel.

## Osvojeni turnirji

### Amaterski turnirji
- EBSA evropsko prvenstvo do 19 let - 2003
- Amatersko prvenstvo Anglije - 2005
- EBSA evropsko prvenstvo - 2008